# Film uruguaiani proposti per l'Oscar al miglior film straniero
A partire dal 1993 l'Uruguay ha cominciato a presentare film all'Academy of Motion Picture Arts and Sciences che lo rappresentassero all'Oscar come miglior film di lingua straniera. 
In quella prima occasione il film Un posto nel mondo arrivò fino alla nomination ma fu squalificato poiché il film fu ritenuto una produzione prevalentemente argentina con una partecipazione minima di figure uruguaiane, ed infatti fu proposto in quello stesso anno dall'Argentina per i Golden Globe. 
In seguito nessun film uruguaiano è mai entrato a far parte della cinquina finale delle nomination.
Per tre volte sono stati selezionati film di Álvaro Brechner
| Anno | Film                                       | Regia                              | Risultato                          |
| ---- | ------------------------------------------ | ---------------------------------- | ---------------------------------- |
| 1993 | Un posto nel mondo (Un lugar en el mundo)  | Adolfo Aristarain                  | Nominato ma squalificato           |
| 2002 | En la puta vida                            | Flores Silva                       | Non candidato                      |
| 2003 | El último tren: Corazón de fuego           | Diego Arsuaga                      | Non candidato                      |
| 2004 | El viaje hacia el mar                      | Guillermo Casanova                 | Non candidato                      |
| 2005 | Whisky                                     | Juan Pablo Rebella e Pablo Stoll   | Non candidato                      |
| 2006 | Alma Mater                                 | Álvaro Buela                       | Non presente nella lista ufficiale |
| 2008 | El baño del Papa                           | César Charlone e Enrique Fernández | Non candidato                      |
| 2009 | Matar a todos                              | Esteban Schroeder                  | Non candidato                      |
| 2010 | Mal día para pescar                        | Álvaro Brechner                    | Non candidato                      |
| 2011 | La vida útil                               | Federico Veiroj                    | Non candidato                      |
| 2012 | La casa muta (La casa muda)                | Gustavo Hernández                  | Non candidato                      |
| 2013 | La demora                                  | Rodrigo Plá                        | Non candidato                      |
| 2014 | Anina                                      | Alfredo Soderguit                  | Non candidato                      |
| 2015 | Mr. Kaplan                                 | Álvaro Brechner                    | Non candidato                      |
| 2016 | Una noche sin luna                         | Germán Tejeira                     | Non candidato                      |
| 2017 | Migas de pan                               | Manane Rodriguez                   | Non candidato                      |
| 2018 | Otra historia del mundo                    | Guillermo Casanova                 | Non candidato                      |
| 2019 | Una notte di 12 anni (La noche de 12 años) | Álvaro Brechner                    | Non candidato                      |
| 2020 | Así habló el cambista                      | Federico Veiroj                    | Non candidato                      |
| 2021 | Alelí                                      | Leticia Jorge                      | TBD                                |

| Non candidato | Il film è stato proposto dall'Uruguay, ma non è stato candidato dall'Academy of Motion Picture Arts and Sciences. |
| Short-list    | Il film è entrato nella "short-list" stilata a gennaio dei nove candidati per l'Oscar al miglior film straniero.  |
| Candidato     | Il film è entrato a far parte dei cinque candidati per l'Oscar al miglior film straniero.                         |
| Vincitore     | Il film ha vinto l'Oscar al miglior film straniero.                                                               |